# Парламентарни избори у Хрватској 1990.
Избори за заступнике у Хрватски сабор 1990. први су вишепартијски парламентарни избори у СР Хрватској.
Избори су били расписани за три већа од којих је био устројен Сабор СР Хрватске (Друштвено-политичко веће, Савет општина, Савет удруженог рада), а одржани су у два круга. Први круг избора за посланике у Друштвено-политичком већу те Већу општина одржан је у недељу, 22. априла 1990. године, а за Савет удруженог рада следећег дана, 23. априла 1990. Други круг избора одржао се 6. и 7. маја.
Наиме, први вишестраначки избори спроведени су по већинском систему. То значи да је земља била подељена на изборне јединице у којима се бирао један посланик. У Друштвено-политичко веће бирало се 80, у Савет удруженог рада 156, а у Савет општина 115 посланика; укупно се бирало 351 посланик у Сабору СР Хрватске. За посланика изабран је кандидат за којег је гласала натполовична већина бирача који су приступили изборима, уз услов да број гласова које је добио није мањи од једне тречине броја укупно уписаних бирача у изборној јединици. Ако ни један кандидат није добио потребан број гласова, избори се понављају за 14 дана (други круг, што је и био случај). На поновљеним изборима (односно у другом кругу) могли су да учествују они кандидати који су у првом кругу избора (првом гласању) добили најмање 7% гласова бирача који су приступили изборима. У другом кругу избора за посланика је изабран кандидат који је добио највећи број гласова бирача који су гласали.

## Резултати
| Хрватска демократска заједница                                                          | Хрватска демократска заједница                                                          | 1.201.122 | 41,9   | 55 |
| Савез комуниста Хрватске — Странка демократских промена Социјалистичка странка Хрватске | Савез комуниста Хрватске — Странка демократских промена Социјалистичка странка Хрватске | 1.001.967 | 35,0   | 20 |
| Коалиција народног споразума                                                            | Коалиција народног споразума                                                            | 439.372   | 15,3   | 3  |
| Српска демократска странка                                                              | Српска демократска странка                                                              | 46.418    | 1,4    | 1  |
| Југословенска независна демократска странка                                             | Југословенска независна демократска странка                                             | 13.560    | 0,5    | 0  |
| Европска зелена листа                                                                   | Европска зелена листа                                                                   | 12,282    | 0,4    | 0  |
| Приморско-горански савез                                                                | Приморско-горански савез                                                                | 8.008     | 0,3    | 0  |
| Независни кандидати                                                                     | Независни кандидати                                                                     | 118.147   | 4,1    | 1  |
| Остале партије                                                                          | Остале партије                                                                          | 23.855    | 0,8    | 0  |
| Неважећи                                                                                | Неважећи                                                                                | 115.852   |        |    |
| Укупно                                                                                  | Укупно                                                                                  | 2.980.663 | 100,0% | 80 |
| Извор: HIDRA                                                                            |                                                                                         |           |        |    |

У трци за 351 посланичко место учествовало је 1705 кандидата, 33 политичке партије и 16 разних удружења. С 42% добијених гласова Хрватска демократска заједница је освојила 205 (58%) посланичких места. Други најбољи резултат остварио је Савез комуниста Хрватске — Странка демократских промена са 26% освојених гласова и 107 мандата (30%). Следила је Коалиција народног споразума с 15% гласова и 21 мандатом (5,9%). Посљедња странка која је прошла изборни праг била је Српска демократска странка која са 1,6 посто гласова осваја 5 (1,4% мандата). Остатак мандата је ишао независним кандидатима и националним мањинама.
| Коначни резултати‍                                       | Коначни резултати‍                                       | Коначни резултати‍ | Коначни резултати‍ | Коначни резултати‍ |
| ------------------------------------------------------- | ------------------------------------------------------- | ----------------- | ----------------- | ----------------- |
|                                                         |                                                         |                   |                   |                   |
| Хрватска демократска заједница                          | Хрватска демократска заједница                          |                   | 0                 | 41,9%             |
| Савез комуниста Хрватске — Странка демократских промена | Савез комуниста Хрватске — Странка демократских промена |                   | 0                 | 35%               |
| Коалиција народног споразума                            | Коалиција народног споразума                            |                   | 0                 | 5,9%              |
| Српска демократска странка                              | Српска демократска странка                              |                   | 0                 | 1,6%              |
| Независни кандидати                                     | Независни кандидати                                     |                   | 0                 | 4,1%              |
| Остали                                                  | Остали                                                  |                   | 0                 | 2,1%              |